# Billabong Oddissey
El Billabong XXL es el Proyecto Billabong Odyssey, el único en el mundo del surf. Se inició en 2001 con el objetivo de encontrar y surfear la ola de 100 pies -30,5 metros de altura- en los próximos tres años por las costas en tres expediciones anuales, dos en el hemisferio norte entre octubre y marzo y una en el hemisferio sur, entre junio y agosto. 
Billabong Odyssey tuvo que hacer un seguimiento y una predicción meteorológica para seguir y situar la mayor ola posible en algún lugar del Noroeste del Pacífico en Estados Unidos, Sudáfrica, Irlanda, Chile, Tasmania, islas remotas en el Pacífico Sur y Pacífico Norte. El ganador fue el estadounidense Pete Cabrinha, por su actuación en Jaws, Maui.
Representa un punto y seguido en la historia del deporte, ya que al aportar un gran presupuesto y medios técnicos a incentivar el surf de olas cada vez más grandes y peligrosas, ha llevado a extremos hasta hace poco insospechados la búsqueda de riesgo entre los deportistas profesionales. También representa por ello un impulso a la aplicación de las nuevas tecnologías de la comunicación. Normalmente los surfistas reconocen los días propicios para su deporte consultando predicciones del tiempo y observando los cambios locales. A partir de cierto momento la opinión de ciertos oceanógrafos empezó a formar parte de este proceso. Pero el crecimiento de la industria del surf, hasta el punto de poder destinar enormes presupuestos en viajes y tecnologías, ha provocado la aceleración de los procesos por los cuales hoy en día casi cualquier surfista del mundo puede estar informado con precisión sobre el tipo de olas que va a recibir casi cualquier costa del mundo.